# Alabama State Monument
Alabama State Monument, také známý jako Alabama State Memorial, je alabamský památník v gettysburském národním vojenském parku, který připomíná konfederační jednotky, které se zúčastnily bitvy u Gettysburgu. Nachází se v oblasti, kterou obsadila brigáda Evandera McIvera Lawa před útokem 2. července 1863. Památník nechala postavit alabamská divize Dcer konfederace dne 12. listopadu 1933.
Autorem pomníku je Joseph Urner. Stojí na žulové základě, která je zakončena žulovým monolitem, před kterou stojí bronzové sousoší. Žula pochází z Gettysburgu a Vermontu, bronzový odlitek vznikl ve slévárně Hammaker Brothers. Sousoší zobrazuje ženskou postavu reprezentující Ducha konfederace, doprovázenou raněným vojákem po pravici a ozbrojeným vojákem po levé straně. Její levá ruka vybízí ozbrojeného vojáka, aby pokračoval v boji a její pravá lehce zabraňuje zraněné postavě bojovat. V horní části žulového monolitu je napsáno slovo "Alabamians!" a na základně "Your Names Are Inscribed On Fames Immortal Scroll."